# باشگاه فوتبال نوردرن یونایتد آل استارز
نوردرن یونایتد آل استارز یک باشگاه فوتبال حرفه‌ای سنت لوسیایی واقع در گروس آیلت است که در دسته اول سنت لوسیا رقابت می‌کند.
این باشگاه در سال ۲۰۱۱ در جام باشگاه‌های کارائیب شرکت کرد و در اولین مرحله حذفی مرحله مقدماتی بازی کرد.